# 路易斯維爾 (紐約州)
路易斯維爾（英語：Louisville）是一個位於美國紐約州聖羅倫斯縣的鎮。

## 人口
根據2020年美國人口普查的數據，路易斯維爾的面積為165.41平方千米，當中陸地面積為125.68平方千米，而水域面積為39.73平方千米。當地共有人口3050人，而人口密度為每平方千米18人。